# Aristides de Sousa Mendes
Pour les articles homonymes, voir Mendes.
Aristides de Sousa Mendes, également connu sous le nom d'Aristides de Sousa Mendes do Amaral e Abranches, (19 juillet 1885 - 3 avril 1954) est un diplomate portugais du XXe siècle. En poste à Bordeaux où il est Consul Général lors de la débâcle française de 1940, il se trouve confronté à un dilemme douloureux; se conformer aux ordres du gouvernement portugais de Antonio de Oliveira Salazar qui interdit l'émission de visas sans permission explicite du Ministère des Affaires Étrangères, ou suivre ce que lui dicte sa conscience en leur délivrant les visas qui feront la différence entre la vie et la mort pour la plupart d'entre eux, en particulier les Juifs. Le Consul choisit le chemin de sa conscience et en quelques semaines, il délivre sans distinction d'origine ethnique, de religion ou de nationalité, plusieurs milliers de visas à toutes les personnes menacées souhaitant fuir la France.
Il est déclaré « Juste parmi les nations » en 1966, puis réhabilité par la République portugaise le 18 mars 1988.

## Biographie

### Famille et origines
Aristides de Sousa Mendes do Amaral e Abranches est né à Cabanas de Viriato, petit village portugais du district de Viseu dans une famille de la noblesse terrienne, catholique et conservatrice et monarchiste. Sa mère, Maria Angelina Ribeiro de Abranches de Abreu Castelo-Branco (pt), est une petite-fille maternelle  du 2e vicomte de Midões (pt). Son père José de Sousa Mendes est juge à la Cour d'appel de Coimbra.
Le 18 février 1909, Aristides se marie avec sa cousine Angelina. Ils auront 14 enfants.

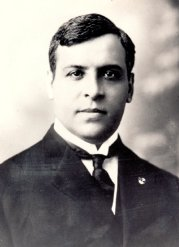

### Carrière diplomatique
En 1907, Aristides et son frère jumeau César de Sousa Mendes obtiennent un diplôme de droit à l'université de Coimbra. César poursuit une carrière diplomatique et deviendra ambassadeur notamment au Japon avant d'être nommé ministre des affaires étrangères dans le gouvernement Salazar en 1932, puis ambassadeur à Varsovie en Pologne de 1933 jusqu'au début de la Seconde Guerre mondiale. Aristides poursuit une carrière  diplomatique consulaire et occupera plusieurs délégations consulaires portugaises dans le monde : Zanzibar, Brésil, États-Unis, Espagne, Belgique, France.

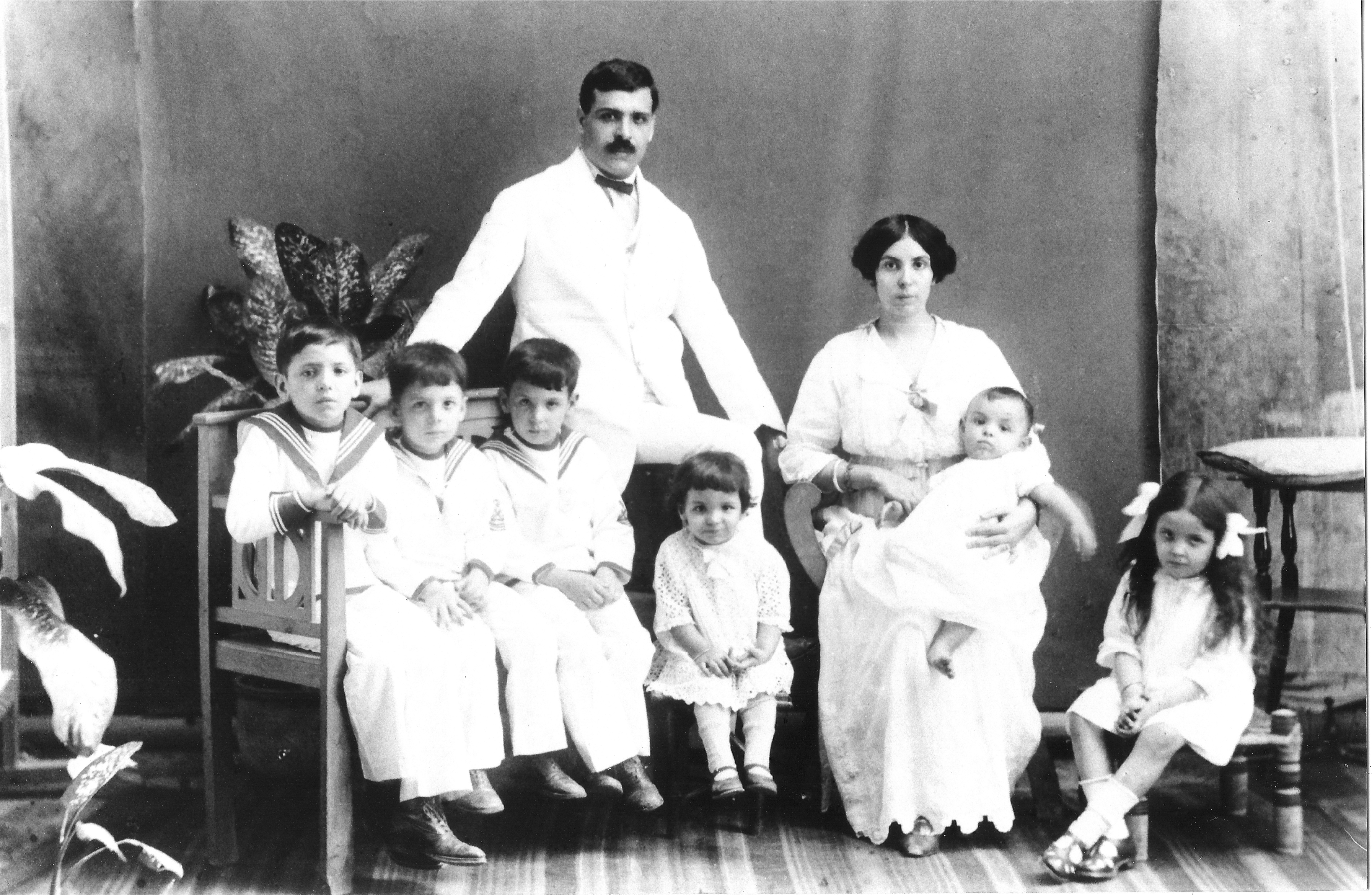
Aristide et Angelina de Sousa Mendes, avec leurs six premiers enfants, en 1917.

Après presque dix ans de service en Belgique, Salazar, président du Conseil et ministre des affaires étrangères, le nomme Consul Général du Portugal à Bordeaux en 1938.

### Les visas d'Aristides de Sousa Mendes dans le contexte de la Seconde Guerre mondiale

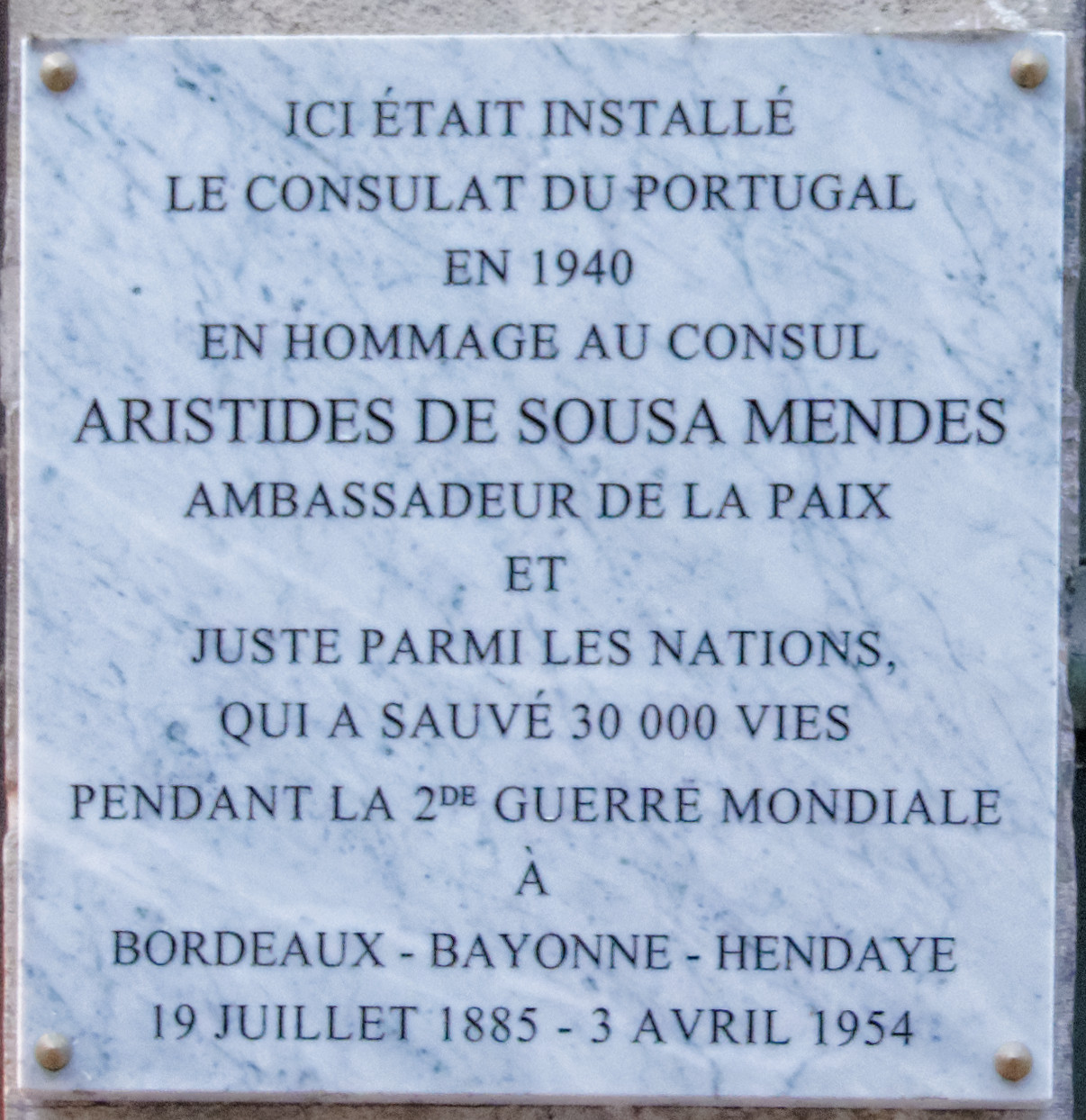
Plaque à la mémoire d'Aristides de Sousa Mendes à Bayonne.

### La circulaire 14
Lorsque la guerre éclate, Aristides de Sousa Mendes a 55 ans et est père de quatorze enfants, dont trois encore mineurs.
Le 11 novembre 1939, son gouvernement émet la  circulaire 14 qui exige l'autorisation préalable de Lisbonne pour la délivrance de visas : les sujets dont la citoyenneté est « indéfinie, contestée ou en litige » ne peuvent obtenir de visa. Parmi les personnes discriminées par la circulaire, on trouve : les apatrides, les « porteurs de passeports Nansen » délivrés par la Société des Nations, les Russes, les Juifs « expulsés de pays dont ils détenaient la citoyenneté » ou expulsés des pays où ils résidaient, ainsi que toute personne dans l’impossibilité de « retourner librement au pays d’où elle venait sans la pré-autorisation du ministère » et les opposants politiques.

### Obéir aux ordres ou suivre les dictats de sa conscience
Dès la fin 1939, Sousa Mendes désobéit et délivre quelques visas à des personnes visées par la circulaire sans demander l'autorisation préalable de Lisbonne. Ses irrégularités dans la délivrance de visas commencent pendant la « drôle de guerre » : il permet à une réfugiée autrichienne et au docteur Eduardo Neira Laporte, communiste, basque, commandeur médical de l’armée républicaine espagnole et chef de la communauté de réfugiés espagnols républicains à Rivière (Landes) d'obtenir un visa le 3 février 1940,. On note des cas très singuliers parmi les personnes qu'il a aidées : par exemple Paul Miny et son épouse, deux réfugiés luxembourgeois. Miny voulait échapper à son service militaire et sollicite l'aide de l'ambassade pour obtenir un passeport portugais et en mai 1940, en pleine bataille de France, Sousa Mendes lui délivre un faux passeport, ce qui constitue à l'époque un crime puni de deux ans d'emprisonnement et de l'exclusion définitive de la fonction publique. Le couple est arrêté à la frontière portugaise une semaine plus tard,,.
Avec la défaite française, à Bordeaux, où le gouvernement français s'est réfugié, affluent des dizaines de milliers de réfugiés qui veulent fuir l'avancée nazie et parvenir au Portugal ou aux États-Unis. Pour cela, il leur faut un visa du consulat portugais, que Sousa Mendes est chargé de dispenser avec parcimonie. Or, son consulat est envahi de réfugiés désirant atteindre Lisbonne.

Depuis plusieurs mois, Aristides de Sousa Mendes  demande au ministère d'émettre des visas. Ses demandes seront presque toutes refusées. Convaincu que les autorités de son pays n'ont pas une juste appréciation de la situation, il essaie à plusieurs reprises d'attirer l'attention de ses supérieurs sur l'afflux croissant de réfugiés. À chaque fois, il se voit répondre de respecter la circulaire 14. Il accorde alors des visas sans permission, voire sans consulter sa hiérarchie. Entre le 16 mai et le 13 juin, il réussit ainsi à délivrer plusieurs centaines de visas. Mais la liste de dossiers en attente s'allonge, renforçant son sentiment d'impuissance.

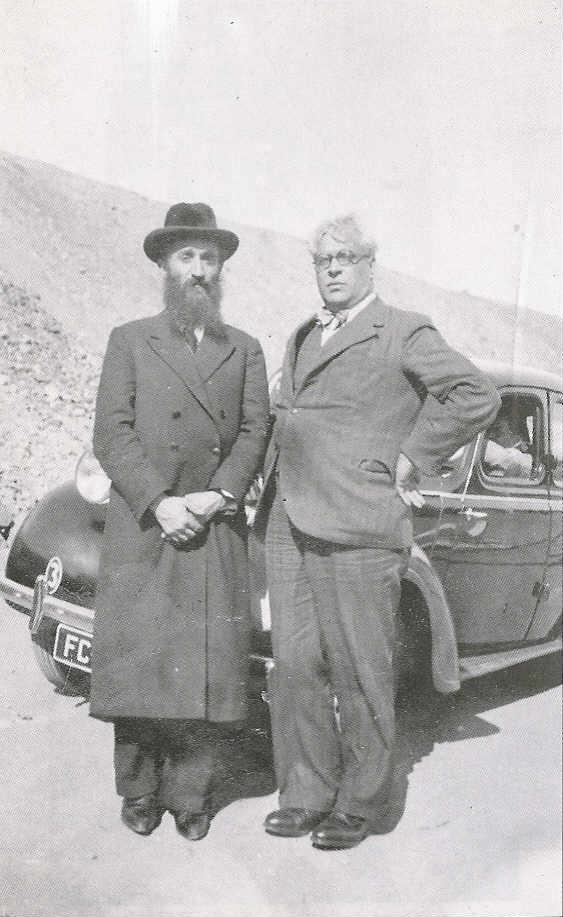
Sousa Mendes en compagnie du rabbin Kruger à Lisbonne.

Le dimanche 16 juin 1940, Sousa Mendes accorde 40 visas réguliers, pour lesquels il facture des frais supplémentaires auxquels il a droit. Les visas sont accordés aux millionnaires, comme la famille Rothschild. Parmi ceux qu'il a aidés, se trouve le rabbin Jacob Kruger qu'il invite chez lui et qui lui fait comprendre que ce sont tous les réfugiés juifs qu'il faut sauver. Le lendemain, il décide de délivrer des visas à tous les réfugiés qui en font la demande : 
« À partir d’aujourd’hui je vais obéir à ma conscience. Je n’ai pas le droit en tant que chrétien de laisser mourir ces femmes et ces hommes (...) ». « Désormais, je donnerai des visas à tout le monde, il n'y a plus de nationalité, de race, de religion. ». 
Aidé de ses enfants et neveux, ainsi que du rabbin Kruger, il tamponne les passeports à tour de bras, signe des visas sur des formulaires, puis sur des feuilles blanches et sur tout morceau de papier disponible. Aux premiers avertissements de Lisbonne, il aurait déclaré: 
« S'il me faut désobéir, je préfère que ce soit à un ordre des hommes qu'à un ordre de Dieu ». 
Le rabbin Kruger témoigne : « Je suis allé à Lisbonne avec ma famille, et là Mendes nous a rendu visite. Il nous a dit qu'il avait été renvoyé à cause de son aide, mais qu'il était content, et si des milliers de juifs souffraient à cause d'un catholique, un catholique pouvait souffrir pour tous les juifs. Il a dit qu'il l'acceptait avec amour ».

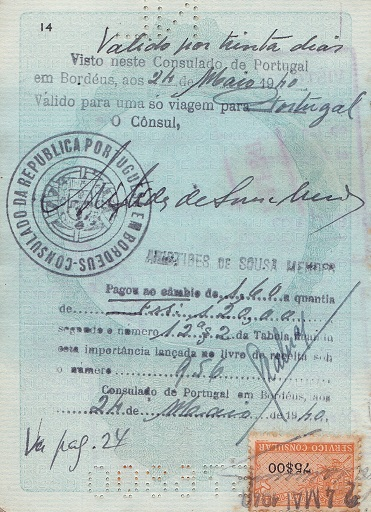
Visa délivré à Bordeaux le 24 mai 1940 par Aristides de Sousa Mendes à la néerlandaise Annelise Kaufmann, âgée de seize ans.

Le 17 juin, il émet des visas à la Grande Duchesse Charlotte ainsi qu'à la famille royale du Luxembourg qui est en fuite suite de l'annexion de l'Autriche par l'Allemagne nazie, leur permettant ainsi de fuir vers le Portugal et en juillet 1940 aux États-Unis. Dans un lettre signée le 30 juillet 1968, la Grande Duchesse Charlotte remercie le Consul Général Aristides de Sousa Mendes pour son initiative qui a permis de sauver leur famille de la persécution nazie.
ll est important de noter qu’un seul visa peut comporter tous les membres d’une même famille, ce qui augmente considérablement le nombre de récipiendaires.
Le 20 juin 1940, l'ambassade britannique à Lisbonne informe le ministère des affaires étrangères portugais que Sousa Mendes retarde délibérément la délivrance de visas aux citoyens britanniques dans le but de percevoir des frais supplémentaires et de plus a exigé une contribution inappropriée à une œuvre de bienfaisance,. C'était la deuxième fois qu'il était accusé de demander des contributions inappropriées à une œuvre de bienfaisance, la première fois avait été quand il avait été expulsé des États-Unis en 1923.
Le témoignage de l’écrivain américain (en) Eugene Bagger est conforme à la lettre de l’ambassade britannique qui dit que le 18 juin, il a fait la queue pendant quelques heures au consulat du Portugal dans l’espoir d’obtenir un visa. Bagger dit que les poussées et les coudes l'ont poussé au désespoir et il a abandonné après quelques heures. Puis le 19 juin, il fait la rencontre d'Aristides, épuisé, à un café près du consulat, et ce dernier lui émet son visa.

### La distribution des visas se poursuit à Bayonne et à Hendaye
Comme le rapporte dans un petit texte personnel Lodoïs Tavernier, le futur père de la CECA, qui passa par Bayonne : « Le jeudi 20 juin, je me lève à 6½ heures et je suis au consulat du Portugal à 7½ h. Je dois déjà prendre le rang avec le no 18 et nous attendons ainsi jusqu’à 9½ h. En ce moment, le consul, qui est parait-il un très charmant garçon, mais qui est très fortement surmené et surtout énervé par la foule qui assiège le consulat, vient crier qu’il ne donne de visa ce jour que pour les diplomates et pour ceux qui ont leur billet de passage pour l’Amérique. Dans la foule la bagarre continue, le consul menace de tout fermer, il fait appeler la gendarmerie pour rétablir l’ordre et fait vérifier si les personnes qui sont au dessus de l’escalier ont bien le passeport diplomatique. Passe ainsi Max Huber le Président de la Croix-Rouge internationale de Genève qui a dû malgré ses efforts faire la file comme les autres. La femme du Consul vient faire le service d’ordre à la porte du bureau où j’attends. Vers 10½ h., une troupe force la foule et pénètre dans le bureau du Consul : ce sont l’Ambassadeur du Portugal en Belgique et le Consul du Portugal à Bordeaux et leurs familles. Quelques minutes après, on annonce que le visa d’entrée au Portugal sera donné à tout le monde. On demande un Speaker de bonne volonté pour annoncer aux quelque 500 personnes qui attendent la bonne nouvelle. Je fais vibrer ma voix de basse et un ordre relatif règne aussitôt. Enfin à 11h10 je sors avec mon visa. Je bondis immédiatement, malgré l’orage violent qui se déchaîne sur la ville, au consulat d’Espagne et refais la queue. ».
Alors que Salazar a déjà ordonné des mesures contre lui, Sousa Mendes poursuit, du 20 au 23 juin, son activité à Bayonne dans le bureau du vice-consul médusé, alors même qu'il est entouré par deux fonctionnaires de Salazar chargés de le « rapatrier » d'autorité. Plus tard lors de son procès diciplinaire, Sousa Mendes parlera lui-même de "près de 5000 réfugiés dans rue, de jour comme de nuit attendant leur tour et de près de 20 000 dans toute la ville cherchant par tous les myens à s'approcher du consulat". Sur la route d'Hendaye, il continue à écrire et signer des visas pour les réfugiés d'infortune qu'il croise à l'approche de la frontière, alors que le 23, Salazar l'a démis de ses fonctions.
Après la fermeture du poste-frontière d'Hendaye et en dépit des fonctionnaires envoyés pour le ramener, il prend avec sa voiture la tête d'une colonne de réfugiés qu'il guide jusqu'à un petit poste de douane où, côté espagnol, il n'y a pas de téléphone. Le douanier donc n'a pas encore été informé de la décision de Madrid de fermer la frontière avec la France. Sousa Mendes use du prestige de sa fonction de consul (théorique puisque démis de ses fonctions) et impressionne le douanier qui laisse passer tous les réfugiés qui peuvent ainsi, munis de leur visa, gagner le Portugal.
Le cas d'Aristides de Sousa Mendes pour désobéissance est loin d'être unique parmi les diplomates et agents consulaires portugais. La désobéissance à la circulaire 14 fut généralisée et a été pratiquée par des diplomates et des consuls de tous bords politiques portugais. Tels étaient, par exemple, les cas de (pt)Veiga Simões, ambassadeur à Berlin, le consul honoraire à Milan, Giuseppe Agenore Magno et le consul à Gênes, Alfredo Casanova. Mais dans le cas d'Aristides de Sousa Mendes, il s'agit du plus grand sauvetage documenté par un seul homme.
Le 26 juin 1940, Salazar a permis à la Société d'aide aux immigrants juifs (HIAS, Hebrew Immigrant Aid Society) de s'installer et d'opérer au Portugal.
Il est impossible de calculer le nombre exact de réfugiés qui ont pu bénéficier de la neutralité et de l'hospitalité du Portugal. Mais les chiffres sont impressionnants. Les estimations vont de 100 000 à 1 million, remarquable pour un pays dont la population était d'environ 6 millions d’habitants.

### La déchéance
Le 8 juillet 1940, Aristides de Sousa Mendes est de retour au Portugal. Placé sur liste noire, il plonge, « lui et sa famille de 15 personnes, dans un état de grande solitude et d’extrême pauvreté ».
Il est traduit devant le Conseil de discipline à Lisbonne, accusé de désobéissance, préméditation, récidive et cumul d'infractions. Le procès retient contre Aristides la délivrance de visas non autorisés et la falsification de passeports (pour aider le déserteur luxembourgeois Paul Miny).
L'accusation fait remarquer que si la désobéissance de juin 1940 a été extraordinaire, elle avait toutefois commencé pendant la drôle de guerre et bien avant que le chaos ne soit arrivé à Bordeaux.

### Le procès administratif et la punition de Salazar
Dès le 4 juillet, le chef de la questions économiques du Ministère des Affaires Etrangères, Francisco de Paula Brito se voit confier la rédaction de l'acte d'accusation. Le 2 août, l'acte d'accusation comporte les points suivants: La violation répétée de la Circulaire 14; la délivrance de visas avant d'avoir connu la réponse de Lisbonne, la délivrance de visas gratuits et sans examen de dossiers; la permission accordée par téléphone au vice-consul de Toulouse d'émettre des visas; l'ordre donné au consul de Bayonne de donner des visas sans distinction; l'exercice de ses fonctions dans une chancellerie qui n'était pas la sienne; l'apposition de visas sur des documents qui n'étaient pas des passeports; la création d'une situation déshonorante pour le Portugal face aux autorités espagnoles et allemandes. Le 12 août, Sousa Mendes présente sa défense dans un document d'une vingtaine de pages où il reconnait les faits tout en réfutant les  accusations de Paula Brito.
« Mon objectif était en effet de sauver toutes ces personnes dont la souffrance était indescriptible : certains avaient perdu leur conjoint, d'autres étaient sans nouvelles de leurs enfants disparus, d'autres encore avaient vu leurs proches succomber aux bombardements allemands, qui avaient lieu chaque jour et n’épargnaient pas les réfugiés terrorisés… Il y avait un autre aspect à ne pas négliger : le sort de nombreuses personnes si elles tombaient entre les mains de l’ennemi… des personnalités éminentes de nombreux pays avec lesquels nous avons toujours entretenu d’excellentes relations : hommes d’État, ambassadeurs et ministres, généraux et autres officiers supérieurs, professeurs, hommes de lettres… des officiers des armées de pays occupés, Autrichiens, Tchèques et Polonais, qui auraient été fusillés comme rebelles ; il y avait aussi de nombreux Belges, Hollandais, Français, Luxembourgeois et même Anglais… Beaucoup étaient juifs, déjà persécutés, qui cherchaient à échapper à l’horreur d’une persécution accrue. Enfin, un nombre incalculable de femmes tentaient d’éviter de tomber à la merci de la sensualité teutonne. Je ne pouvais pas faire de distinction entre les nationalités, car j’obéissais aux lois de l’humanité qui ne fait aucune différence de race ni de nationalité ; quant à l’accusation de conduite déshonorante, lorsque j’ai quitté Bayonne, j’ai été applaudi par des centaines de personnes, et c’était à travers moi que le Portugal était honoré… »
Le 29 août, Paula Brito soumet son rapport au conseil disciplinaire, accusant Aristides de Sousa Mendes de désobéissance, de préméditation, de récidive et de cumul d'infractions, tout en reconnaissant certaines circonstances atténuantes, et il recommande d'un à six mois de mise en disponibilité. Et enfin le 30 octobre, Salazar prend la décision finale: il condamne Sousa Mendes à un an d'inactivité avec la moitié de son salaire, suivie d'une mise à la retraite à l'issue de son année de suspension.
Avant et après l'épisode Sousa Mendes, le Portugal (un pays neutre favorable aux Alliés), autorise plusieurs milliers de réfugiés à se rendre dans le port de Lisbonne. Le 26 juin 1940, seulement quatre jours après l'épisode Sousa Mendes, des organisations juives américaines et françaises, sont autorisées à se déplacer de Paris à Lisbonne, et apportent leur aide aux réfugiés arrivés à Lisbonne pour les acheminer aux États-Unis et en Amérique du Sud.

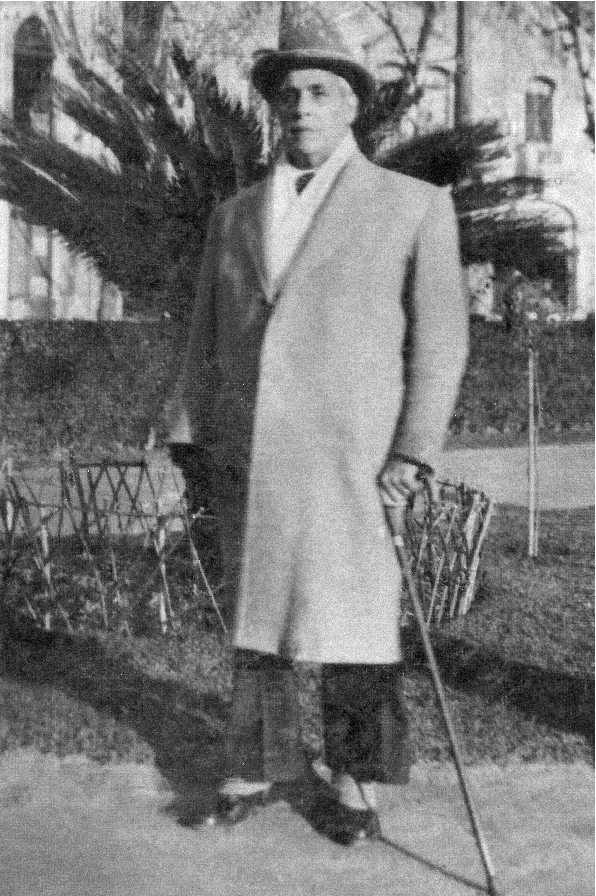
Sousa Mendes à Cabanas do Viriato (1950).

### Les conséquences pour lui et sa famille
Comme la retraite des fonctionnaires correspond à la moitié de leurs derniers appointements, dans la mesure où Sousa Mendes voit son salaire divisé par deux pendant un an, cela revient à réduire sa pension de retraite au quart de ses émoluments habituels. Et même en deçà, car on parle-là du salaire de base que les consuls double largement quand ils sont en fonction, grâce aux frais de mission. La famille rapporte également que cette pension n'a pas été payée avant plusieurs années car il n'arrivait même pas à ouvrir un compte de banque devant la bureaucratie du régime salazariste. Il n'existe pas de traces de paiement avant 1943 aux archives du MNE.
Selon le témoignage d'un de ses plus jeunes fils, Luiz Filipe, "c’est à la fin de la guerre que mes parents souffrirent le plus. Leur santé se détériorait rapidement. L’anxiété et le désespoir leur brisaient le coeur tandis que les conditions de vie matérielles s’empiraient d’année en année, puis de mois en mois. Il y en eut très peu parmi les anciens collègues professionnels ou amis et parents, qui leur tendirent la main en guise d’aide ou de compassion. Au contraire, les blâmes et les sarcasmes n’étaient pas rares, venant parfois même de très proches parents. Maman et papa souffrirent tous les deux dans la solitude au fur et à mesure que la famille se dispersait."
Entrte 1940 et 1954, année de son décès, Aristides de Sousa Mendes continue à plaider la cause de son pays, en vain. Ses lettres à Salazar restent sans réponse.Il attend des heures et des jours an ministère des Affaires Etrangères dans l'attente de rendez-vous qui ne viennent pas. La vie devient de plus en plus difficile pour lui et il se retrouve dans les cantines populaires de réfugiés pour nourrir sa famille : « Nous aussi, voyez-vous, nous sommes des réfugiés."  Alors qu'il demande au cardinal-patriarche de Lisbonne , Mgr Cerejeira, d'intercéder en sa faveur, ce dernier lui répond:  "Vous feriez mieux de prier Notre-Dame de Fatima ».
Le 16 août 1948, à l'âge de 60 ans, son épouse Angelina meurt prématurément à Lisbonne d'une congestion cérébrale.Elle laisse derrière elle  un mari désemparé et une famille éclatée depuis que les enfants ont été contraints  d'interrompre leurs études et de se disperser aux quatre coins du monde pour gagner leur vie.

### La seconde épouse Andrée Cibial
Après le décès de son épouse Angelina (1888-1948), Aristides de Sousa Mendes épouse le 16 octobre 1949 Andrée Cibial (1908-1991), rencontrée à Bordeaux en 1939, reconnaissant par la même occasion sa fille Marie-Rose née en novembre 1940 à Lisbonne. C'est aux côtés de sa seconde épouse que Sousa Mendes décède, loin de ses enfants et endetté, le 3 avril 1954, à l'hôpital da Ordem Terceira do Chiado à Lisbonne, un grand hôpital privé au Portugal.

### Le décès d'Aristides
À la fin de sa vie, paralysé, et épuisé, il contracte une pneumonie au retour d'un voyage à Ribérac où il rendait visite à sa dernière fille Marie-Rose. De retour à Lisbonne, on le  transporte à l'hôpital da Ordem Terceiro de San Francisco dans quartier du Chiado. c'est là qu'il s'éteindra le 3 avril 1954, veillé par sa seconde épouse Andrée Cibial, avec comme dernier habit, la robe de bure des Franciscains. Le cercueil est ensuite transporté à Cabanas de Viriato où il repose toujours dans le caveau familial, aux côtés de sa première épouse Angelina.
Sur son lit de mort, il dit à son neveu : "Je n'ai rien à vous laisser sauf mon nom et il est propre." 

## Les récipiendaires de visas
Le consul Sousa Mendes a émis des milliers de visas dont une majorité à des réfugiés de confession juive ainsi qu'à un certain nombre de réfugiés politiques, les sauvant ainsi d'une possible déportation vers les camps de concentration. Ce nombre ne peut être estimé exactement. La Sousa Mendes Foundation a documenté et établi avec certitude une liste comportant un minimum de 3 900 personnes. De plus, un grand nombre de récipiendaires demeurent anonymes puisque tous les noms n'ont pas été enregistrés à Bordeaux, et qu'il n'y a pas eu de registres à Bayonne, à Toulouse et à Hendaye.
- Des érudits :
  - Lodoïs Tavernier[19], ingénieur, président du Comité des experts du charbon pour le Comité interallié, père de la CECA[28],
  - Guy Tavernier (fils de Lodoïs), physicien, savant atomiste et père du nucléaire belge,
  - Max Huber, président de la Croix-Rouge internationale de Genève[réf. nécessaire].
- Des artistes :
  - Norbert Gingold, pianiste,
  - Salvador Dalí et son épouse Gala,
  - Charles Oulmont, écrivain français et professeur à la Sorbonne.
- Des militaires :
  - le général Leclerc de Hauteclocque en aurait ainsi bénéficié.

## Réhabilitation et hommages
L'histoire de Sousa Mendes, « dans un premier temps, est gommée de l’histoire portugaise par la dictature de Salazar, au motif qu’elle glorifie l’insubordination ».

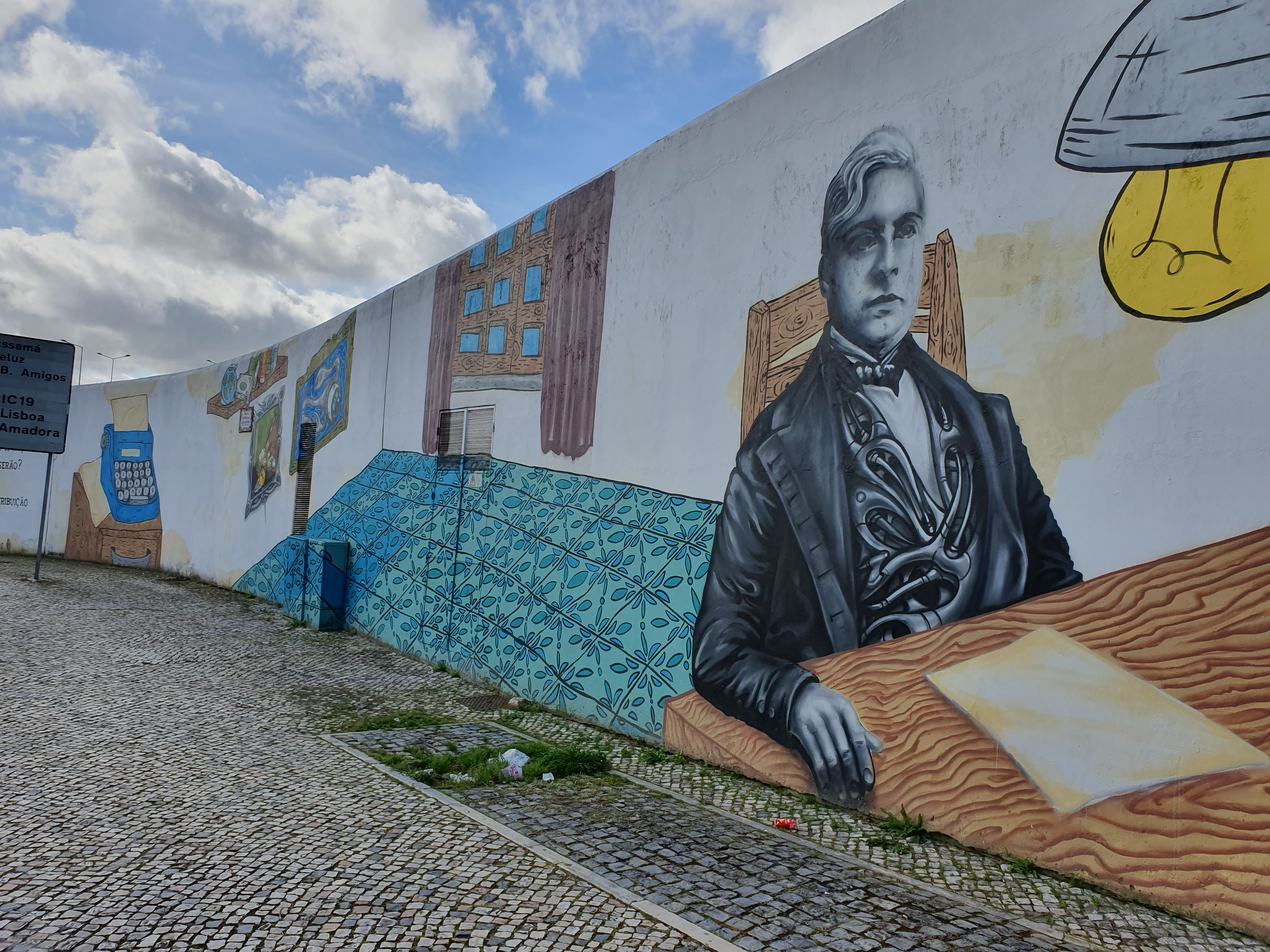
Place Aristide de Sousa Mendes, Agualva-Cacém (Portugal).

Le 18 octobre 1966, le mémorial de Yad Vashem en Israël lui décerne le titre de Juste parmi les nations,. Dès 1961, vingt arbres avaient été plantés en sa mémoire sur le terrain du musée Yad Vashem.

Vingt ans plus tard, le 15 novembre 1986, il est décoré à titre posthume de l'ordre de la Liberté avec le grade d'officier par le président de la République portugaise Mário Soares, sa famille reçoit des excuses publiques.

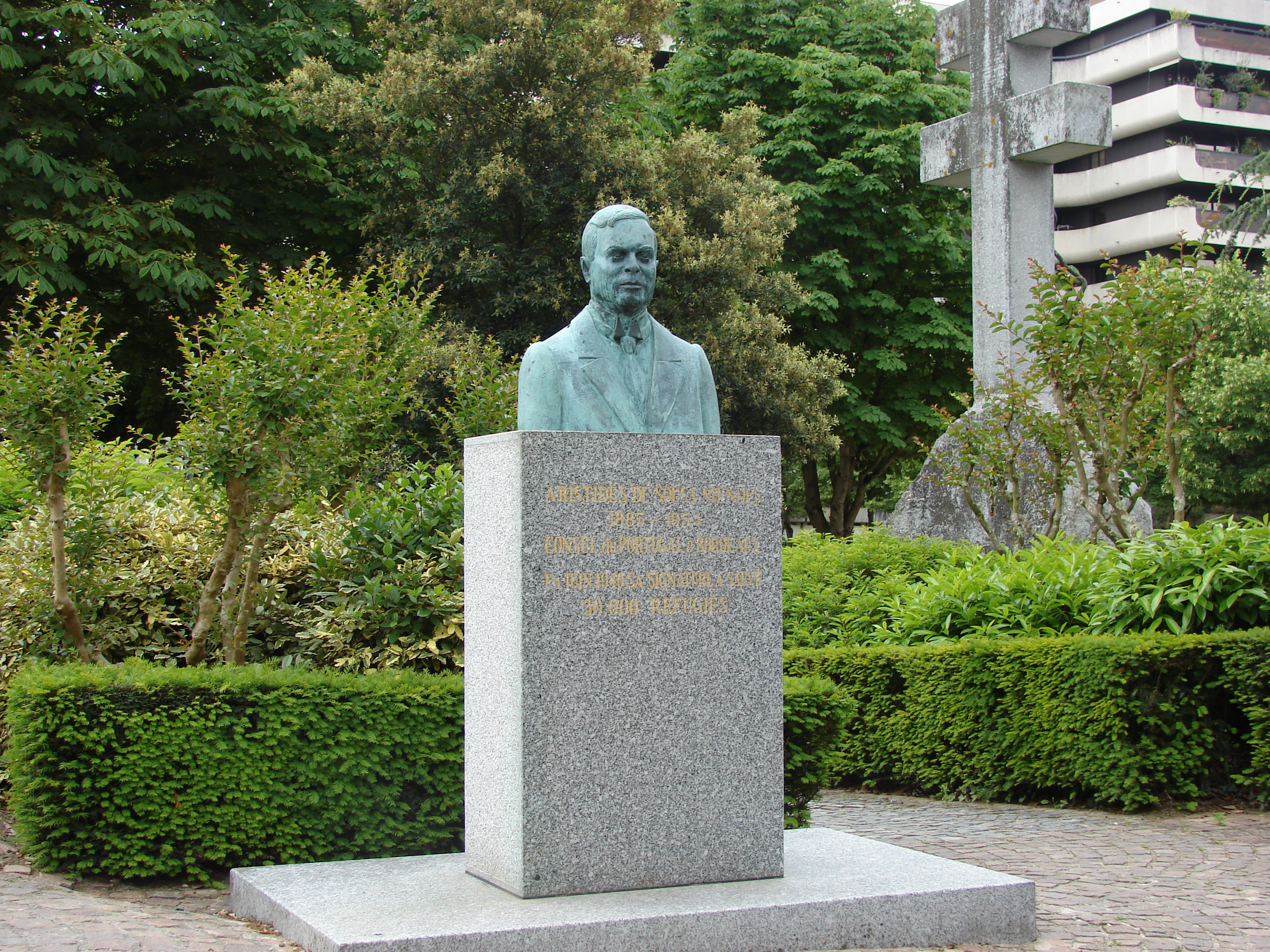
Buste d'Aristide de Sousa Mendes à Bordeaux.

En 1994, la ville de Bordeaux donne son nom à une rue et à une école du quartier des Chartrons, et le président portugais Soares dévoile un buste du consul à Mériadeck, ainsi qu'une plaque au no 14 quai Louis-XVIII, adresse du consulat du Portugal en 1940.
Depuis 1995, le prix littéraire Aristides de Sousa Mendes est décerné chaque année par l'Acção Sindical dos Diplomatas Portugueses pour récompenser des travaux ou des études dont le contenu traite de politique internationale.
En 1995, le président Mario Soares réhabilite la mémoire d'Aristides de Sousa Mendes et l'élève à la dignité de grand-croix de l'ordre du Christ à titre posthume pour ses actions à Bordeaux.

En 2010, la Fondation Sousa Mendes est créée par Olivia Mattis, une descendante de ceux qu'il a sauvés, « pour rendre hommage à la mémoire de ce héros injustement méconnu, et le faire connaître ».

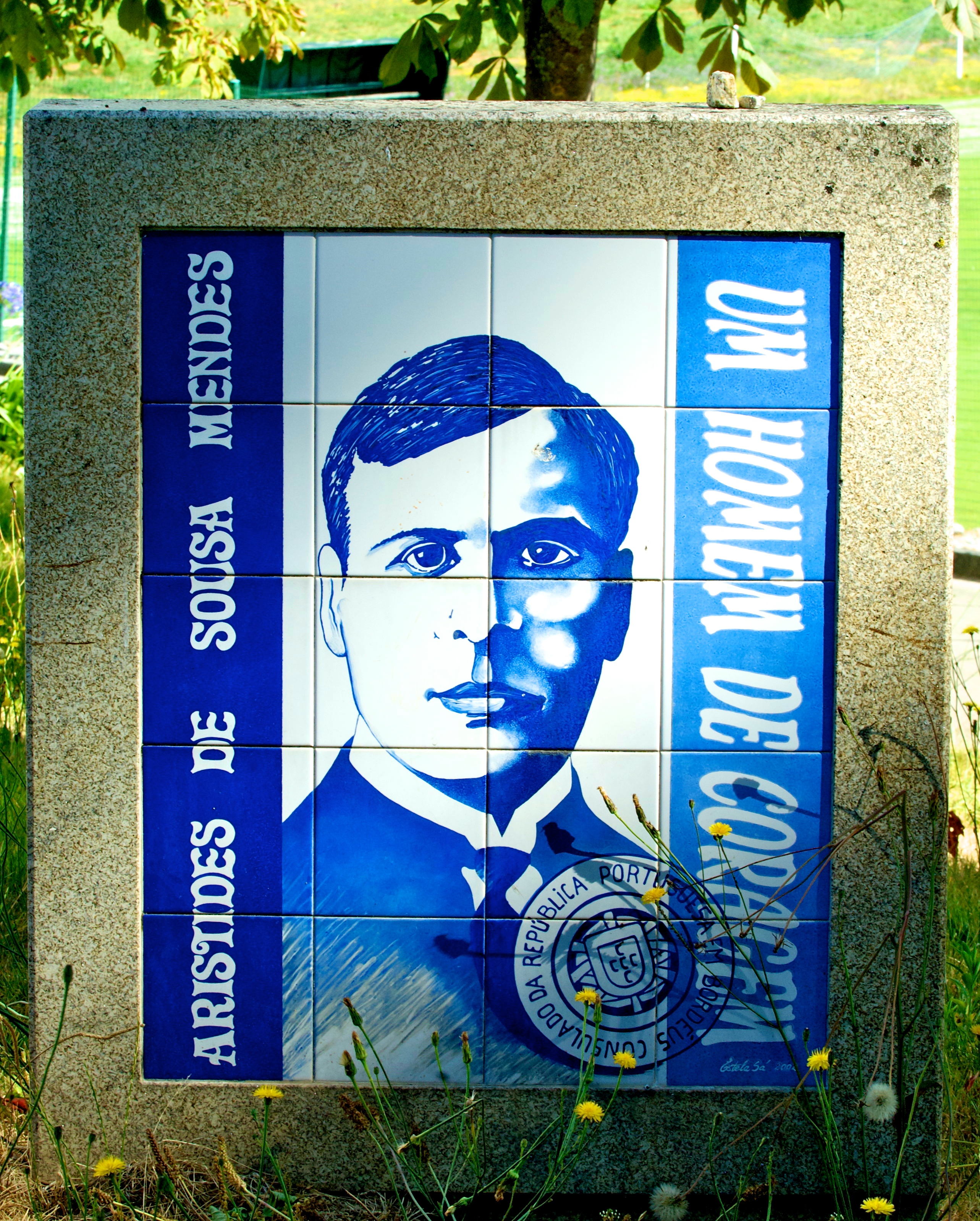
Azulejo portugais : « Aristides de Sousa Mendes - Un homme de cœur »

La même année, la ville de Bayonne nomme une rue « Aristides de Sousa Mendes » en son honneur. Le 19 octobre 2021, une plaque commémorative est solennellement inaugurée sous la coupole du Panthéon national à Lisbonne en mémoire d'Aristides de Sousa Mendes.

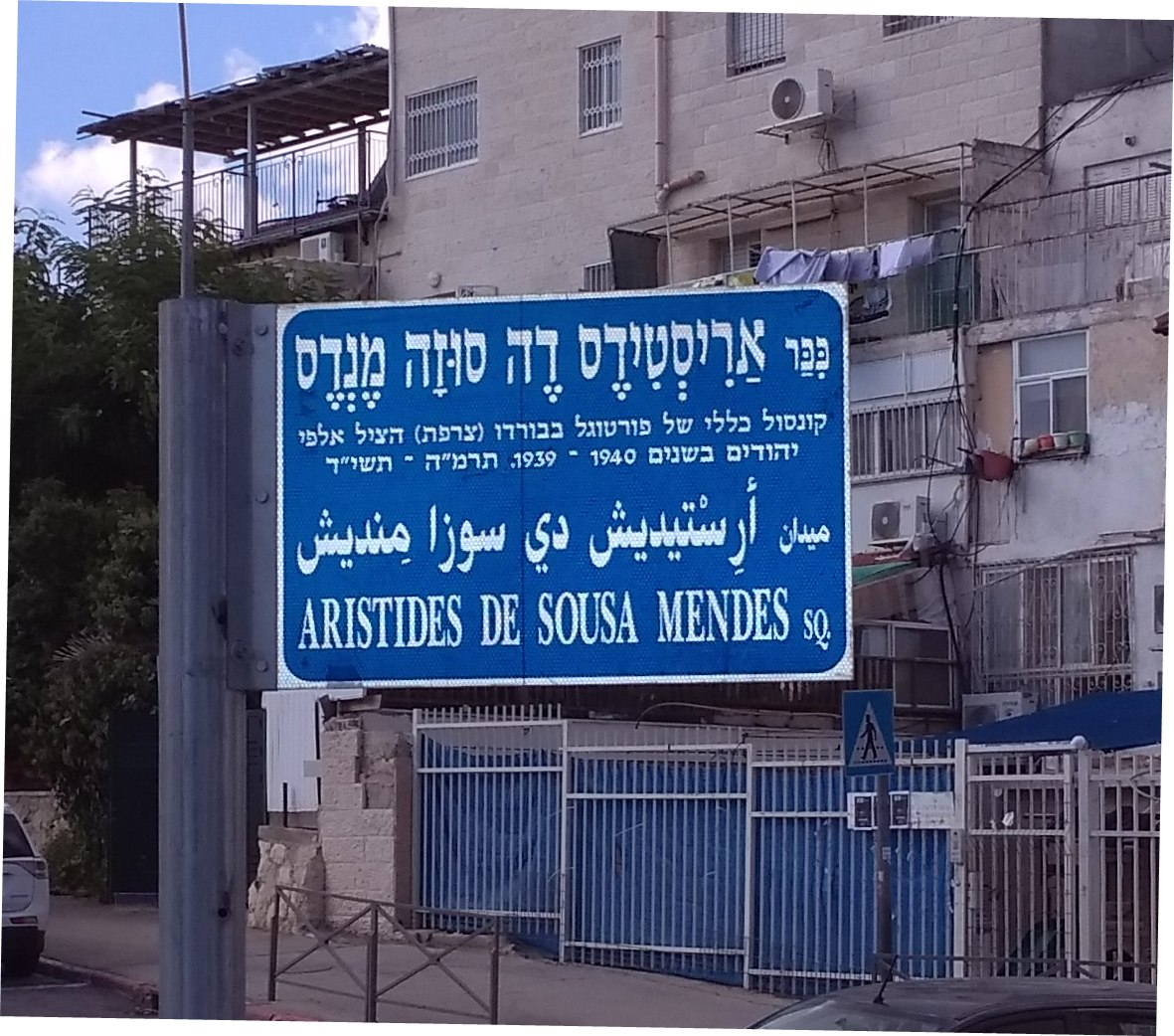
Plaque commémorative sur la place de la rue Zangvill à Jérusalem au nom d'Aristides de Sousa Mendes.

En septembre 2022, est inaugurée dans les 8e et 17e arrondissements de Paris la promenade Aristides-de-Sousa-Mendes, sise à proximité du siège du consulat général du Portugal. Une autre promenade Aristides-de-Sousa-Mendes existe aussi à Vienne, en Autriche.
En Israël, une place de Jérusalem, dans le quartier de Kiryat Hayovel, est dédiée au diplomate portugais lors d'une cérémonie, en novembre 2022, tenue en présence notamment de l'un de ses petits-fils, Gérald Mendes, de l’ambassadeur de Lisbonne en Israël, Jorge Cabral, du maire de Jérusalem et de descendants de ceux qu'il a sauvés.
Au Portugal, à Cabanas de Viriato est inauguré en juillet 2024 le musée Sousa Mendes.
Aristides de Sousa Mendes n'est pas le seul fonctionnaire dont le pays a puni sévèrement la désobéissance pendant la Seconde Guerre mondiale, malgré la justesse de leurs actes À la même époque, on trouve parmi eux Chiune Sugihara, consul japonais à Kaunas (Lituanie), ou encore Paul Grüninger, le chef de la police du canton suisse de Saint-Gall.
Pour l'historien Yehuda Bauer: « [Ses actions] méritent d'être considérées comme la plus grande action de sauvetage menée par une seule personne pendant la Shoah ».

## Les leçons du passé

### le procès de Nuremberg
L'histoire a donné raison à Aristides de Sousa Mendes. Au décours de la seconde Guerre Mondiale, tous les criminels traduits devant les tribunaux jusqu'au dirigeants du Troisième Reich lors du procès de Nuremberg, se sont retranchés derrière l'obéissance aux ordres reçus pour tenter d'expliquer leurs actes et justifier l'injustifiable. À tel point que ce type de plaidoirie fondée sur l'obéissance aux ordres de ses supérieurs est maintenant surnommée "défense Nuremberg". En réponse, les juges ne se sont pas bornés à reconnaître le droit de la personne à désobéir aux ordres iniques, ils ont aussi décidé de condamner ceux qui avaient obéi à ces ordres, transformant ainsi le droit de désobéir à un ordre illégal ou inique en un devoir dont l'inaccomplissement  mérite la punition correspondante.

## Dans les arts et la culture populaire

### Filmographie

#### Cinéma
- 2009 : Désobéir - Aristides de Sousa Mendes de Joël Santoni, 100 minutes, scénario Jean-Carol Larrivé, Joël Santoni et José-Alain Fralon sur une idée originale de Martine Chicot. Avec Bernard Le Coq, Nanou Garcia, Lionel Lingelser…, Panama Production et France 2.
- 2011 : Le Consul de Bordeaux (O cônsul de Bordéus) de Francisco Manso & João Correa, avec Vítor Norte, Antonio Capelo. (voir bande annonce du film)

### Littérature

#### Roman
- 2014 : Le Consul de Salim Bachi, Paris, Gallimard.

### Théâtre
- 2010 : Aristides, pièce de théâtre de Béatrice Hammer, Écritures Théâtrales du Grand Sud Ouest, vol. 10.

## Documentaires
- 1992 : Aristides de Sousa Mendes, O Cônsul Injustiçado de Teresa Olga.
- 2017 : L’hommage à Sousa Mendes de Tanja Dammertz.
- 2021 : L'héritage d'Aristides de Patrick Séraudie.

### Documentaire
- Teresa Olga, Le consul proscrit, documentaire, production France 3 Sud-Ouest et Radio-télévision du Portugal ; première diffusion française dans le cadre de l'émission Planète chaude, France 3, 28 mai 1994.